# Нова Ґура (Мазовецьке воєводство)
Нова Ґура (пол. Nowa Góra) — село в Польщі, у гміні Старожреби Плоцького повіту Мазовецького воєводства.
Населення — 544 особи (2011).
У 1975-1998 роках село належало до Плоцького воєводства.

## Демографія
Демографічна структура станом на 31 березня 2011 року:
|          | Загалом | Допрацездатний вік | Працездатний вік | Постпрацездатний вік |
| -------- | ------- | ------------------ | ---------------- | -------------------- |
| Чоловіки | 273     | 70                 | 175              | 28                   |
| Жінки    | 271     | 59                 | 147              | 65                   |
| Разом    | 544     | 129                | 322              | 93                   |